# Лабовський Микола Миколайович
Микола Миколайович Лабовський (нар. 4 травня 1983) — український легкоатлет, який спеціалізується на бігу на середні дистанції. Учасник Олімпійських ігор 2012 року.

## Виступи на основних міжнародних змаганнях
| Рік                 | Змагання                      | Місце проведення          | Місце               | Дисципліна           | Результат           |                     |
| Представник Україна | Представник Україна           | Представник Україна       | Представник Україна | Представник Україна  | Представник Україна | Представник Україна |
| ------------------- | ----------------------------- | ------------------------- | ------------------- | -------------------- | ------------------- | ------------------- |
| 2006                | Чемпіонат Європи              | Гетеборг, Швеція          | 11                  | біг на 1 500 метрів  | 3:43.47             |                     |
| 2010                | Командний чемпіонат Європи    | Берген, Норвегія          | 2                   | біг на 3 000 метрів  | 8:20.01             |                     |
| 2011                | Чемпіонат Європи в приміщенні | Париж, Франція            | 18                  | біг на 3 000 метрів  | 8:08.17             |                     |
| 2011                | Командний чемпіонат Європи    | Париж, Франція            | 6                   | біг на 3 000 метрів  | 8:05.17             |                     |
| 2012                | Чемпіонат Європи              | Гельсінкі, Фінляндія      | DNF                 | біг на 10 000 метрів | —                   |                     |
| 2012                | Олімпійські ігри              | Лондон, Велика Британія   | 26                  | біг на 10 000 метрів | 29:32.12            |                     |
| 2013                | Командний чемпіонат Європи    | Гейтсхед, Велика Британія | 4                   | біг на 5 000 метрів  | 14:14.50            |                     |